# 10558 Karlstad
För andra betydelser, se Karlstad (olika betydelser).
10558 Karlstad är en asteroid i huvudbältet som upptäcktes  den 15 september 1993 av den belgiske astronomen Eric Walter Elst vid La Silla-observatoriet. Den fick den preliminära beteckningen 1993 RB7 och  namngavs senare efter den svenska staden Karlstad.
Asteroiden har en diameter på ungefär 3 kilometer.
Karlstads senaste periheliepassage skedde den 19 januari 2022.